# Arachis archeri
Arachis archeri (Portuguese common name: Amendoim do campo limpo) là một loài cây thân thảo bản địa của thảm thực vật Mato Grosso ở Brasil. Cây này là loài cung cấp gene cho việc nghiên cứu sinh học thực vật của lạc (Arachis hypogaea).